# Oksana Pochepa
Oksana Aleksandrovna Pochepa (ryska: Оксана Александровна Почепа), född 20 juli 1984 i Rostov-on-Don, är en rysk popsångare och fotomodell. 
Pochepa kom först ut på de ryska musiklistorna när hon var 13 år gammal. Hon uppträdde i ett band som heter Maloletka (alias Малолетка; "Jailbait" / "Underaged") och sjöng under pseudonymen Akula (Shark). 2001 släppte hon sitt första soloalbum, Kislotniy DJ (Acidic DJ). Hon har uppträtt med Ruki Vverh! Hon har släppt båda sina album på den välkända etiketten APC Records.
2007 blev hon fotograferad för magasinet Maxim.

## Diskografi
- Кислотный DJ (Kislotnyĭ DJ / Acid DJ) [7]
- Без любви (Bez lyubvi / Without love)